# Eddie Palmieri
Eddie Palmieri (Bronx, 1936. december 15. –‎ Hackensack, 2025. augusztus 6.) hétszeres Grammy-díjas Puerto Ricó-i származású amerikai dzsesszzongorista, zenekarvezető, zeneszerző. A La Perfecta, a La Perfecta II és a Harlem River Drive együttesek alapítója.

## Pályakép
Felerészt olasz származású. Szülei 1926-ban emigráltak Amerikába és Harlem spanyol negyedében, a manhattani latin-amerikai gettóban telepedtek le.
Palmieri ötéveskora óta zenélt, és már kiskorától érdeklődött a dzsessz iránt. Tizenegyéves korától zongorázni tanult, és fellépett a Carnegie Hallban is. Tizenegyévesen megalapította első zenekarát, de más együttesekben is játszott, például Tito Rodrígueznél.
1962-ben megalapította a La Perfecta zenekart. Felvették a Lo Que Traigo Es Sabroso és a Muñeca című dalokat. 1968-ban az együttes feloszlott.
1971-ben bátyjával − az orgonista Charlie Palmieri-vel − élőben felvette a Vamos Pa'l Monte és Eddie Palmieri & Friends koncertet a Puerto Ricó-i Egyetemen.
Palmieri volt az első latin-amerikai zenész, aki Grammy-díjat kapott − a The Sun of Latin Music lemezével (1976).
Az 1980-as években „Palo Pa Rumbo” és „Solito” két Grammy-díjat kapott. 1987-ben felvette a La Verdadot, majd egy évvel később az El Rumbero Del Piano-t. Az 1990-es években koncertezett a Fania All-Stars és a Tico All-Stars együttesekkel.
2000-ben visszavonult a zenéléstől. A „Unfinished Masterpiece” című albumot Tito Puente-vel még rögzítette − megkapta érte a hatodik és hetedik Grammy-díját.

## Albumok
- La Perfecta (1962)
- El molestoso (1963)
- Lo que traigo es sabroso (1964)
- Echando pa'lante 1964)
- Azúcar pa' ti (1965)
- Mambo con conga es Mozambique (1965)
- El Sonido Nuevo (1966) – with Cal Tjader
- Bamboléate (1967) – with Cal Tjader
- Molasses (1967)
- Champagne (1968)
- Justicia (1969)
- Superimposition (1970)
- Vamonos pa'l monte (1971)
- In Concert at the University of Puerto Rico (1971)
- Harlem River Drive (1971) – with Harlem River Drive
- Recorded Live at Sing Sing Vol. 1 (1972) – with Harlem River Drive
- Recorded Live at Sing Sing Vol. 2 (1972, released 1974)
- Sentido (Coco/Mango, 1973)
- Sun of Latin Music (1974) – with Lalo Rodríguez
- Unfinished Masterpiece (1975)
- Eddie's Concerto (1976)
- Festival 76 (1976)
- Lucumí, Macumba (1978)
- Eddie Palmieri (1980)
- Timeless (1981)
- Palo pa' rumba (M1984)
- Solito (M1985)
- The Truth / La verdad (1987)
- Sueño (Intuition, 1989)
- Llegó La India Via Eddie Palmieri (1992) – with La India
- Palmas (1994)
- Arete (1995)
- Vortex (1996)
- El rumbero del piano (1998)
- Live (1999)
- Masterpiece / Obra maestra (2000) – with Tito Puente
- En Vivo Italia (2002)
- La Perfecta II (2002)
- Ritmo caliente (2003)
- Listen Here! (2005)
- (impático (2006) – with Brian Lynch
- Eddie Palmieri Is Doin' It in the Park (2013)
- Sabiduría / Wisdom (2017)
- Full Circle (2018)
- Mi Luz Mayor (2018)

## Díjai, elismerései
- Latin Grammy Lifetime Achievement Award (életműdíj, 2013)
- International Latin Music Hall of Fame (1999)
- National Endowment for the Arts Jazz Master

## Fordítás
Ez a szócikk részben vagy egészben  az   Eddie Palmieri című német Wikipédia-szócikk ezen változatának fordításán alapul.  Az eredeti cikk szerkesztőit annak laptörténete sorolja fel. Ez a jelzés csupán a megfogalmazás eredetét és a szerzői jogokat jelzi, nem szolgál a cikkben szereplő információk forrásmegjelöléseként.